# Стенілешть
Стенілешть, Стенілешті (рум. Stănilești) — село у повіті Васлуй в Румунії. Входить до складу комуни Стенілешть.
Село розташоване на відстані 291 км на північний схід від Бухареста, 33 км на схід від Васлуя, 74 км на південний схід від Ясс, 133 км на північ від Галаца.

## Населення
За даними перепису населення 2002 року у селі проживали 3043 особи, усі — румуни. Усі жителі села рідною мовою назвали румунську.